# お通り男史
『お通り男史』（おとおりだんし）は、「お通り男史」原作製作委員会による、京都を舞台とした、京都独特の碁盤の目の道＝通り（とおり）をキャラクター化したオリジナルコンテンツである。

## 概要
『お通り男史』は京都市内の通り（京都独特の碁盤の目の道）に着目し、通りをキャラクター化したコンテンツ全般を呼ぶ。京都では道を「通り（とおり）」と呼び親しまれ、通りを基点とした場所を説明する文化が根づいている。『お通り男史』は、通りに関係する地元企業や施設とのタイアップや、京都の伝統工芸とのコラボレーションなど積極的に行っている。
『お通り男史』は、2019年にイラスト制作とシナリオ制作に特化した株式会社one's gloryが企画を立ち上げ、2019年9月には京都国際マンガ・アニメフェア2019に初出展。同時に京都の市内13カ所をめぐるパネルラリーイベントを開催。
2020年5月には「お通り男史」原作製作委員会が発足され本格始動する。2020年9月にイオンモールKYOTOの10周年記念として油小路が発表され、催事場などの周年イベントでも活躍。2020年9月には京都国際マンガ・アニメフェア2020に出展し、小説化の決定を発表。
2021年6月10日に双葉社より小説『～はんなり京都～ お通り男史 浄化古伝』を発売した。

## 世界観
```
人が歩いて道はでき、人の知らぬ間に道には神が宿る。
```

### 亰（みやこ）
通神たちが住む世界。

## キャラクター
2021年（令和3年）6月10日現在、全31キャラクターが公開されている。

### 通神（とおりがみ）
道（通り）の神様。「通り」で起きた歴史や実際の通りの特徴などがキャラクターの性格やビジュアルに反映されている。

南北の通りは南北組、東西の通りは東西組でグループ分けされている。丸太町屋敷、南北屋敷、東西御殿がある。南北組は南北屋敷で新旧の通神が相部屋で住んでいる。通神たちは現在に適応した姿で人間たちに姿を見せることができる。

2021年（令和3年）6月10日現在、全24キャラクターが公開されている。

#### 南北組
京都の南北を繋ぐ通りの通神たちのグループ。
烏丸（からすま）
イラストレーター - トミダトモミ
通神誕条日 : 6月13日、身長 : 195cm
南北組のリーダー。
モデル：烏丸通
河原町（かわらまち）
イラストレーター - 今市阿寒
通神誕条日 : 10月11日、身長 : 192cm
南北組のサブリーダー。
モデル：河原町通
寺町（てらまち）
イラストレーター - 野月真名
通神誕条日 : 4月24日、身長 : 185cm
モデル：寺町通
新京極（しんきょうごく）
イラストレーター - 野月真名
通神誕条日 : 9月12日、身長 : 177cm
モデル：新京極通
油小路（あぶらのこうじ）
イラストレーター - えまる・じょん
通神誕条日 : 10月2日、身長 : 179cm
モデル：油小路通
室町（むろまち）
イラストレーター - 三廼
通神誕条日 : 1月6日、身長 : 183cm
モデル：室町通
新町（しんまち）
イラストレーター - 三廼
通神誕条日 : 3月28日、身長 : 187cm
モデル：新町通
西洞院（にしのとういん）
イラストレーター - ムラシゲ
通神誕条日 : 12月1日、身長 : 160cm
モデル：西洞院通
東洞院（ひがしのとういん）
イラストレーター - ムラシゲ
通神誕条日 : 12月1日、身長 : 160cm
モデル：東洞院通
先斗町（ぽんとちょう）
イラストレーター - 敷城こなつ
通神誕条日 : 7月29日、身長 : 184cm
モデル：先斗町通
千本（せんぼん）
イラストレーター - 浅島ヨシユキ
通神誕条日 : 9月20日、身長 : 188cm
モデル：千本通
堀川（ほりかわ）
イラストレーター - 三廼
通神誕条日 : 2月1日、身長 : 205cm
モデル：堀川通

#### 東西組
京都の東西を繋ぐ通りの通神たちのグループ。
丸太町（まるたまち）
イラストレーター - 夏水かなた
通神誕条日 : 5月8日、身長 : 160cm
モデル：丸太町通
四条（しじょう）
イラストレーター - トモダトモミ
通神誕条日 : 3月16日、身長 : 190cm
東西組のリーダー。
モデル：四条通
御池（おいけ）
イラストレーター - 今市阿寒
通神誕条日 : 6月1日、身長 : 200cm
東西組のサブリーダー。
モデル：御池通
綾小路（あやのこうじ）
イラストレーター - 夏水かなた
通神誕条日 : 4月5日、身長 : 173cm
モデル：綾小路通
蛸薬師（たこやくし）
イラストレーター - 浅島ヨシユキ
通神誕条日 : 8月31日、身長 : 187cm
モデル：蛸薬師通
錦小路（にしきこうじ）
イラストレーター - 敷城こなつ
通神誕条日 : 2月20日、身長 : 182cm
モデル：錦小路通
二条（にじょう）
イラストレーター - トモダトモミ
通神誕条日 : 11月20日、身長 : 185cm
モデル：二条通
三条（さんじょう）
イラストレーター - トモダトモミ
通神誕条日 : 12月22日、身長 : 178cm
モデル：三条通
姉小路（あねやこうじ）
イラストレーター - 浅島ヨシユキ
通神誕条日 : 5月3日、身長 : 189cm
モデル：姉小路通
夷川（えびすがわ）
イラストレーター - 浅島ヨシユキ
通神誕条日 : 11月12日、身長 : 191cm
モデル：夷川通
六角（ろっかく）
イラストレーター - なま
通神誕条日 : 7月22日、身長 : 181cm
モデル：六角通
仏光寺（ぶっこうじ）
イラストレーター - なま
通神誕条日 : 9月26日、身長 : 180cm
モデル：仏光寺通

### 八将神（はっしょうじん）
方位の吉凶を司る陰陽道の神、八将神をモデルとしている。

2021年（令和3年）6月10日現在、全6キャラクターが公開されている。
大将軍神（たいしょうぐんしん）
イラストレーター - 今市阿寒
身長 : 200cm
吉凶：3年塞がりで万事に凶。
モデル：大将軍 (方位神)
太歳神（たいさいしん）
イラストレーター - 今市阿寒
身長 : 190cm
吉凶：移転普請は吉。訴訟、伐木は凶。
モデル：太歳神
歳破神（さいはしん）
イラストレーター - 今市阿寒
身長 : 170cm
吉凶：移転旅行は凶。
モデル：歳破神
黄幡神（おうばんしん）
イラストレーター - 今市阿寒
身長 : 183cm
吉凶：武芸に吉。移転普請は凶。
モデル：黄幡神
太陰神（たいおんじん）
イラストレーター - 今市阿寒
身長 : 160cm
吉凶：学問・芸術は吉。縁談出産は凶。
モデル：太陰神
豹尾神（ひょうびしん）
イラストレーター - 今市阿寒
身長 : 180cm
吉凶：家畜を求めるには凶。万事不浄を忌み嫌う。
モデル：豹尾神

### 其ノ他
裏寺町（うらてらまち）
イラストレーター - 野月真名
通神誕条日 : 4月24日、身長 : 185cm
モデル：裏寺町通

## コンテンツ

### SNS
通神占い
2020年（令和2年）11月より公式Twitterにて毎週月曜日に発信している。
表示されている画像をタップまたはスクリーンショットをすると、本日の運勢が表示される。
通神のデフォルメキャラ、キャラのひと言で構成されている。
ハッシュタグは「#通神占い 」。

### 漫画
通神たちの一日
2021年（令和3年）1月8日から、公式ホームページにて順次公開している3コマ漫画である。
通神たちの京都小話
2021年（令和3年）7月16日から、公式ホームページにて順次公開している2コマ漫画である。

### ショートストーリー
通神日和
公式ホームページにて順次公開している、季節をテーマにした通神たちのショートストーリーである。
通神想起譚
2022年（令和4年）8月1日から公式ホームページにて順次公開している、通神たちの過去に迫るストーリーである。

### 小説
～はんなり京都～　お通り男史 浄化古伝
株式会社双葉社より2021年（令和3年）6月10日（木）に全国発売。

### ドラマCD
「〜はんなり京都〜　お通り男史」ドラマCD　烏丸・河原町編
株式会社カフェレオエンターテインメントより2022年（令和4年）11月18日（金）に全国発売。